# Église Saint-Nicolas de Saint-Nicolas-la-Chapelle (Aube)
Pour les articles homonymes, voir Église Saint-Nicolas.
L'église Saint-Nicolas est une église située à Saint-Nicolas-la-Chapelle, en France.

## Localisation
L'église est située sur la commune de Saint-Nicolas-la-Chapelle, dans le département français de l'Aube.

## Historique
L'édifice est inscrit au titre des monuments historiques en 1926.